# Ютландська битва
Ютландська битва (англ. Battle of Jutland) — наймасштабніша морська битва між британським та німецьким флотами, що тривала з 31 травня по 1 червня 1916 у Північному морі на захід Ютландського півострова за часів Першої світової війни. У битві брали участь 249 бойових кораблів з обох сторін і, з огляду на загальний тоннаж суден учасників битви, це найбільша у світовій історії морська битва.

## Хід битви

Карта Ютландської битви. 1 червня 1916 року

30 травня 1916 німецький Флот Відкритого моря під командуванням віце-адмірала Р. Шеєра зосередився на рейдах Вільгельмсгафена і Яде з метою справити демонстративний вихід лінійних крейсерів до протоки Скагеррак і берегів Норвегії, викликати цим вихід окремих з'єднань британського флоту і знищити їх за допомогою головних сил німецького флоту. Британське адміралтейство дізналося з перехоплених радіограм про підготовлюваний вихід в море великих сил супротивника і ввечері 30 травня почало розгортання своїх головних сил (Великого Флоту) під командуванням адмірала Дж. Джелліко в районі на північний захід від Ютландского півострова.
Вранці 31 травня німецький авангард — ескадра віце-адмірала Ф. Гіппера (5 лінійних крейсерів, 5 легких крейсерів, 30 есмінців) вийшла в море, за нею в 45-50 милях йшли головні сили німецького флоту (22 лінійних кораблі, 6 легких крейсерів, 31 есмінець). У 14 год. 28 хв. британський авангард віце-адмірала Д. Бітті (4 лінійних кораблі, 6 лінійних крейсерів, 14 легких крейсерів, 27 есмінців, 1 гідроавіаносець) вступив у бій з ескадрою Ф. Гіппера, яка різко повернула на південний схід, прагнучи навести противника на свої головні сили.
У ході бою авангардів англійський легкий крейсер викрив головні сили німецького флоту, що наближалися, і віце-адмірал Д.Бітті відвів ескадру до своїх головних сил (24 лінійних кораблі, 3 лінійних крейсери, 8 броненосних крейсерів, 12 легких крейсерів, 52 есмінці). О18-ій годині зав'язалася артилерійська дуель між головними силами протиборчих сторін. Британські кораблі намагалися охопити німецький флот, але останній ухилився від рішучої битви і під прикриттям димової завіси і торпедних атак есмінців в 19 год. 35 хв. відірвався від противника. До 3-ої години ночі 1 червня тривали сутички окремих з'єднань і кораблів.
Німецькому флоту вдалося сховатися у своїх базах, а британський флот пішов на північ. Німецькі втрати склали 1 лінійний корабель, 1 лінійний крейсер, 4 легких крейсери, 5 есмінців, понад 2500 убитих і понад 500 поранених; британські втрати — 3 лінійних крейсери, 3 броненосних крейсери, 8 есмінців, близько 6100 убитих, понад 500 поранених, понад 170 полонених.
У Ютландській битві обидві сторони не досягли поставлених стратегічних цілей — рішуче змінити хід війни на морському просторі на свою користь, але врешті-решт виграла Велика Британія, тому що затягування війни призвело до поразки Німеччини.